# 2997 Cabrera
2997 Cabrera eller 1974 MJ är en asteroid i huvudbältet som upptäcktes den 17 juni 1974 av Félix Aguilar-observatoriet. Den är uppkallad efter den argentinske astronomen Laurentino Cabrera.
Asteroiden har en diameter på ungefär 8 kilometer.